# Blang Cot
Blang Cot is een bestuurslaag in het regentschap Pidie van de provincie Atjeh, Indonesië. Blang Cot telt 86 inwoners (volkstelling 2010).